# Maxime Gonalons
Maxime Gonalons, född 10 mars 1989 i Vénissieux, är en fransk fotbollsspelare som spelar för Clermont Foot. Han spelar som defensiv mittfältare.

## Karriär
Den 3 juli 2017 värvades Gonalons av Roma, där han skrev på ett fyraårskontrakt. I september 2019 lånades Gonalons ut till Granada på ett låneavtal över säsongen 2019/2020. Låneavtalet innehöll en köpoption för Granada som utnyttjades i augusti 2020 då Gonalons skrev på ett treårskontrakt med klubben. Den 1 juli 2022 blev Gonalons klar för Clermont Foot.